# Wolfsbach
Wolfsbach là một thị trấn ở huyện Amstetten trong bang Niederösterreich ở nước Áo. Đô thị này có diện tích 30,96 km², dân số năm 2001 là 1840 người.

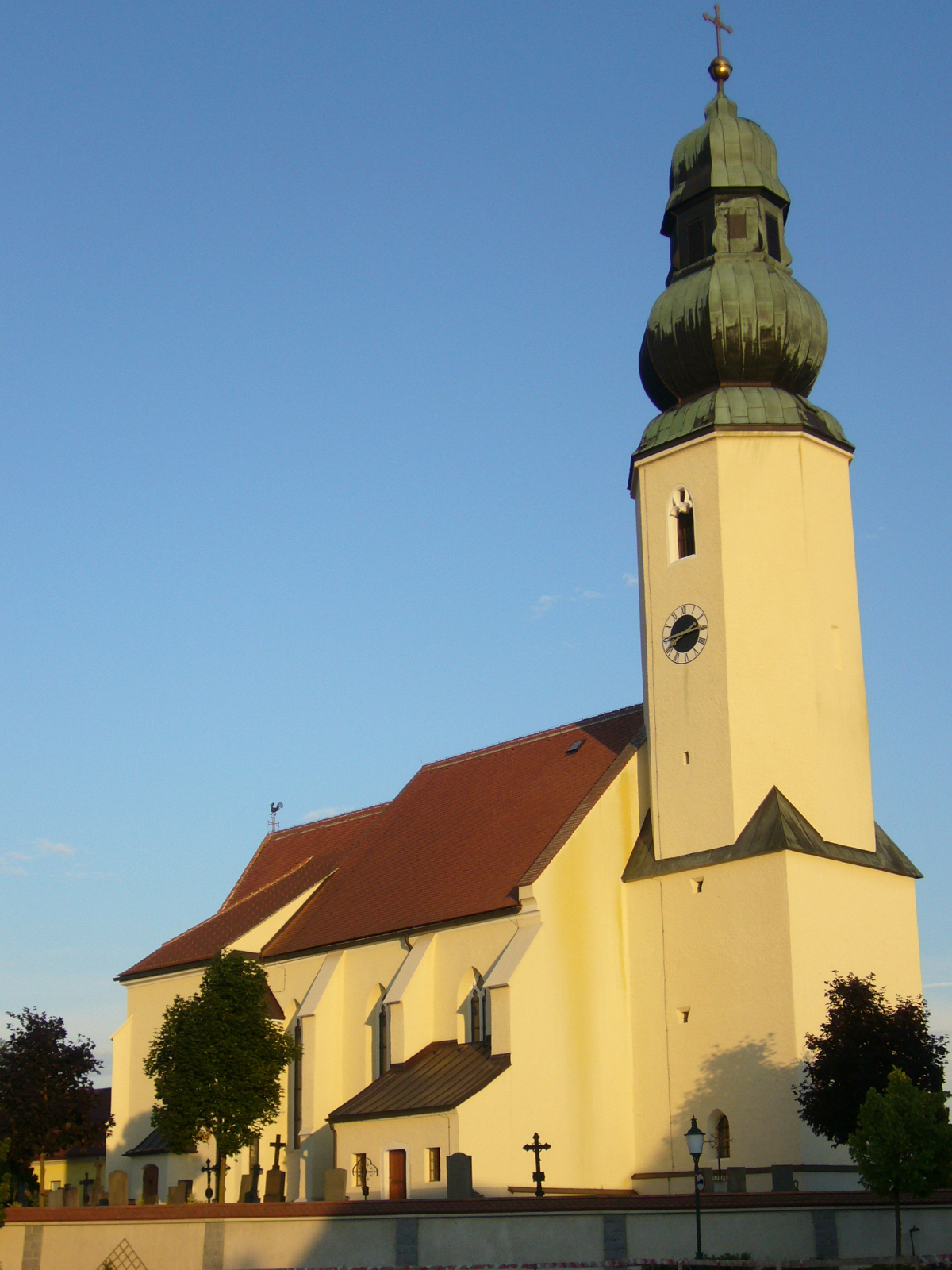
Wolfsbach kirche